# Leo Steck
Leo Steck (* 1. Februar 1883 in Davos; † 12. November 1960 in Bern) war ein Schweizer Maler, Glasmaler und Schriftsteller. Nach seiner Konversion zum katholischen Glauben (1926) malte er überwiegend religiöse Motive. Sie – in der Stadt und Region Bern etwa 125 Glasfenster in Kirchen – sind strenge Kompositionen mit ausgeprägter Farb- und Formsymbolik, die tiefe religiöse Gefühle widerspiegeln.

## Leben
Ab 1903 studierte Steck Naturwissenschaften an den Universitäten in Bern, Neuenburg und Montpellier; er promovierte im Jahr 1907 in Bern. Als Autodidakt begann er die Malerei und siedelte 1908 nach Paris über, wo er an Kursen der Académie Julian teilnahm.
Er reiste nach Frankreich, Spanien und von 1911 bis 1913 nach Russland. Er arbeitet als Reiseberichterstatter. Im Jahr 1914 kehrte er wieder nach Paris und bei Kriegsausbruch nach Bern zurück. Von 1920 bis 1930 war er in Paris wohnhaft, wo er eine Freundschaft mit dem französischen Maler und Bildhauer Henri Charlier hatte. Ab 1930 war er wieder in Bern tätig und war von 1935 bis 1947 Lehrer an der Gewerbeschule. Von 1930 bis 1933 war er Präsident der Gesellschaft Schweizer Maler, Bildhauer und Architekten.

## Werke (Auswahl)

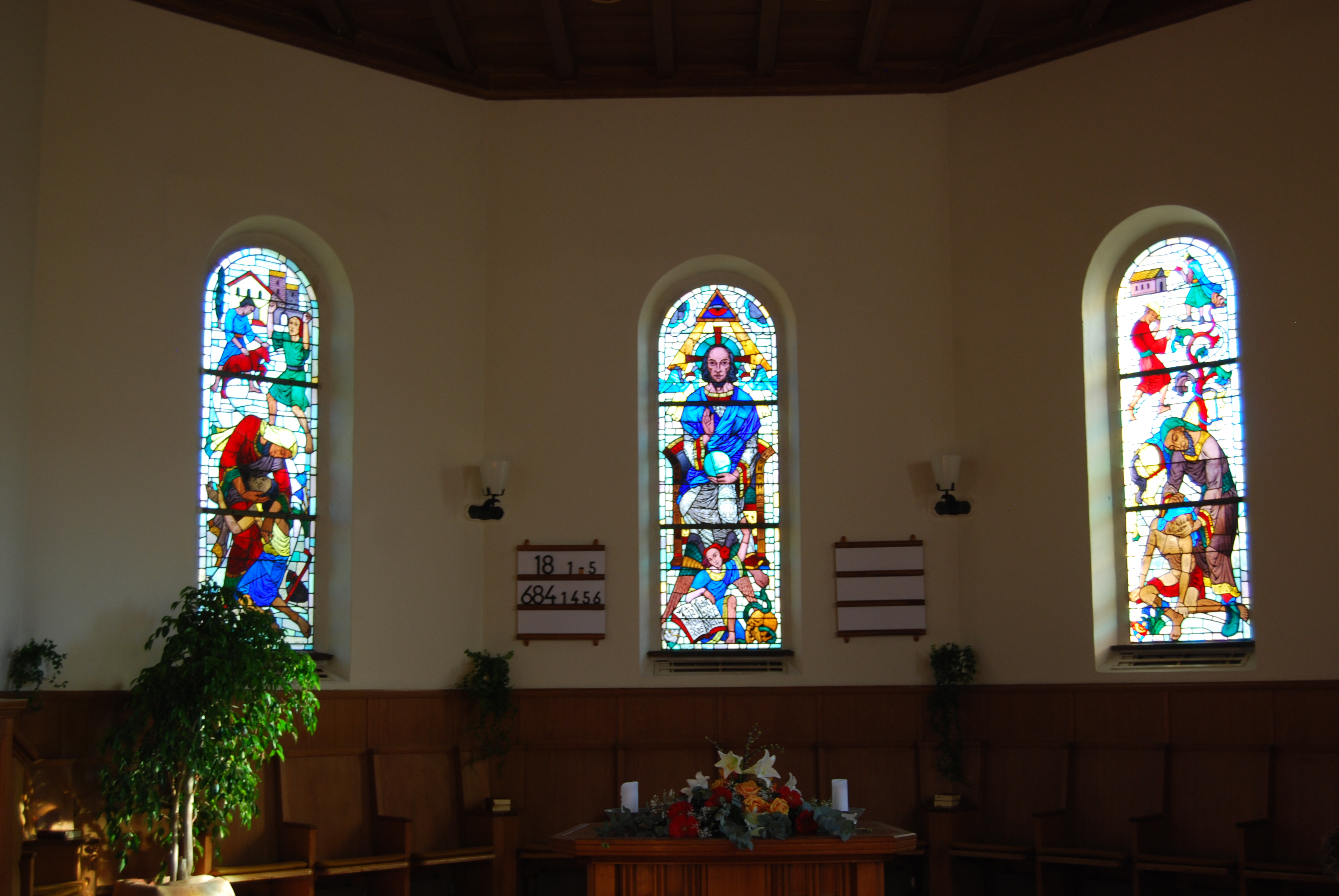
Scheibenzyklus im Chor der reformierte Kirche von Wyssachen (2012).

- 1936: Glasfenster in der Dreifaltigkeitskirche in Bern
- 1946: Scheibenzyklus im Chor der reformierte Kirche von Wyssachen
- 1947–49: Glasfenster in der Kirche Bruder Klaus (Zürich-Unterstrass)
- 1948–1953: Obergadenfenster der Marienkirche in Bern
- 1959: Glasbetonfenster St. Michael in der St. Michaelskirche in Wabern bei Bern
- 1960: Glasbeton-Fenster St. Antonius in der Krypta der Antoniuskirche in Bümpliz